# Финляндский егерский корпус

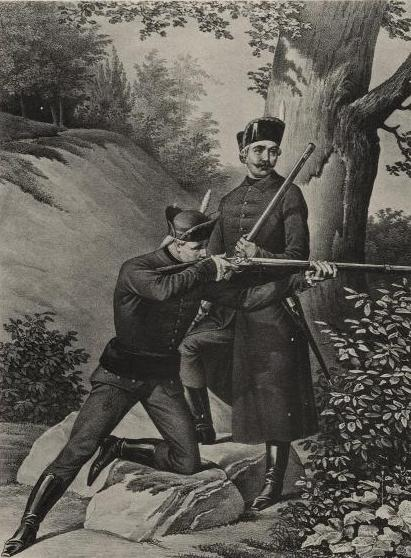
Русские егеря в период 1765—1786 гг.

Финляндский егерский корпус — егерское формирование лёгкой пехоты Русской армии, существовавшее в XVIII веке.

## История
В России егеря (охотники) появились при Румянцеве. Заметив во время Семилетней войны пользу, которую приносили пруссакам охотники (егеря), он во время операции под Кольбергом в 1761 году сформировал из отборных охотников особый батальон, который хотя и не был назван егерским, но по характеру деятельности соответствовал этому названию. Батальон разделялся на пять рот по 100 человек в каждой и для большей устойчивости ему было придано два орудия.
Снаряжение егерей было самое облегчённое: вместо шпаг в портупеи были вложены штыки; тяжёлые гренадерские сумки были заменены лёгкими мушкетёрскими, палатки отобраны, галуны со шляп спороты, плащи оставлены лишь желающим. Каждый охотник (егерь) был снабжён шнобзаком (мешком) для трёхдневного продовольствия. Для действий приказано избирать места «наиудобнейшия и авантажнейшия, в лесах, деревнях, на пасах»; «в амбускадах (засадах) тихо лежать и молчание хранить, имея всегда перед собой патрули пешие, впереди и по сторонам».
Также граф П. И. Панин, начальствуя в 1763—1764 годах войсками в Финляндии, «где положение земли такого существа, что в случае военных операций совсем невозможно на ней преимуществами кавалерийско-лёгких войск пользоваться, но требует она необходимо лёгкой и способнейшей пехоты», сформировал команду егерей в 300 человек. Обучив их действию «в тамошней земле, состоящей из великих каменных гор, узких проходов и больших лесов», он просил воинскую комиссию, образованную императрицей Екатериной II для рассмотрения вопросов по благоустройству и реорганизации армии осмотреть его команду и, если представится польза в таком корпусе, то ввести его в состав русской армии. Комиссия нашла, что команда Панина обучена всем тем военным действиям, «с которыми таковой корпус может с особливою пользою в военное время отправлять службу как егерскую, так и всякую другую по званию лёгкой пехоты».
На основании этого доклада было повелено сформировать егерский корпус из 1 650 человек при полках Финляндской, Лифляндской, Эстляндской и Смоленской дивизий, как ближайших на случай войны к теми державами, «коих ситуация земель и их войска требуют против себя лёгкой пехоты». С этой целью в 25 мушкетёрских полках были учреждены егерские команды, назначением в них по 5 человек от каждой гренадерской и мушкетёрской роты. В егеря выбирались люди «самаго лучшаго, проворнаго и здороваго состояния». Офицеров для егерей велено было назначать таких, которые отличаются особою расторопностью и «искусным военным примечанием различностей всяких военных ситуаций и полезных, по состоянию положений военных, на них построений».
14 января 1785 года из чинов, отчисленных от разных мушкетёрских полков был сформирован Финляндский егерский корпус, в составе четырёх батальонов шестиротного состава. Первым командиром корпуса был назначен граф Ф. Е. Ангальт.
В 1786—1788 годах в нём служил поручиком М. Б. Барклай-де-Толли.
29 ноября 1796 (5 февраля 1797) года Финляндский егерский корпус был расформирован и на его основании составлены отдельные 1-й, 2-й и 3-й егерские батальоны. 
Финляндский егерский корпус принимал участие в русско-шведской войне 1788—1790 годов.

## Шеф
Шефы (почётные командиры):
- Ф. Е. Ангальт, генерал-адъютант Её Величества[5]